# (24745) 1992 QY
1992 كيو واي (ويعرف أيضًا باسم (24745) 1992 كيو واي وفق تسمية الكوكب الصغير) (بالإنجليزية: 1992 QY)‏ هو كويكب ضمن حزام الكويكبات؛ وترتيبه 24745 من حيث الاكتشاف.
اكتُشف هذا الجُرم الفلكي بواسطة اليانور إف. هيلين في 29 أغسطس 1992.

## وصلات خارجية
- (24745) 1992 QY في قاعدة بيانات مختبر الدفع النفاث لأجرام النظام الشمسي الصغيرة

- الاكتشاف · مخطط المدار ·  العناصر المدارية · المعلمات المادية

- (24745) 1992 QY على موقع ويكي سكاي: DSS2, SDSS, GALEX, IRAS, Hydrogen α, X-Ray, Astrophoto, Sky Map, Articles and images